# Liste der Kulturdenkmäler in Stahlhofen am Wiesensee
In der Liste der Kulturdenkmäler in Stahlhofen am Wiesensee sind alle Kulturdenkmäler der rheinland-pfälzischen Ortsgemeinde Stahlhofen am Wiesensee aufgeführt. Grundlage ist die Denkmalliste des Landes Rheinland-Pfalz (Stand: 21. Dezember 2021).

## Einzeldenkmäler
| Bezeichnung | Lage               | Baujahr                    | Beschreibung                                                              | Bild            |
| ----------- | ------------------ | -------------------------- | ------------------------------------------------------------------------- | --------------- |
| Schulhaus   | Hauptstraße 4 Lage | Mitte des 19. Jahrhunderts | ehemalige Schule; eingeschossiger Fachwerkbau, Mitte des 19. Jahrhunderts | Fotos hochladen |